# In the Closet
In the Closet is een nummer van zanger Michael Jackson afkomstig van zijn album Dangerous uit 1991. In de Nederlandse Top 40 behaalde het de negende positie, waarmee het zijn derde top 10-hit (van evenveel uitgebrachte singles) van het album werd.

## Informatie
Het nummer is geschreven door Michael Jackson zelf en Teddy Riley. Het gaat over het geheimhouden van een relatie. Eigenlijk was het een antwoord op de critici, die twijfelden over Jacksons geaardheid. "In the closet" is Engels voor "in de kast", een term die in Nederland, net zoals in Amerika gebruikt wordt voor mensen die nog niet openlijk voor hun homoseksualiteit zijn uitgekomen, iets wat de speculaties mogelijk verder voedde.
Het nummer heeft een industriële sound waarbij veel gebruikgemaakt wordt van "straatgeluiden", iets wat typisch was voor Teddy Riley's New Jack Swing-stijl.
Het nummer maakte geen deel uit van de tournee Dangerous World, maar zat tijdens de HIStory World Tour wel in een medley met She Drives Me Wild, Scream en They Don't Care About Us.
De videoclip, geregisseerd door Herb Ritts, laat Michael Jackson zien, sensueel dansend met model Naomi Campbell.
De vrouw die zingt in het nummer was in eerste instantie onbekend. Later bleek dat het Prinses Stéphanie van Monaco was. Aanvankelijk zou Madonna de tekst zingen.
Het nummer bevat een erotische tint, vooral door de fluisterende zang, en het up-tempo ritme. Alleen in het refrein wordt normaal gezongen op Jacksons bekende manier.

## Lijst van nummers
1. "In the Closet" (7" edit) – 4:49
2. "In the Closet" (club mix) – 7:53
3. "In the Closet" (the underground mix) – 5:32
4. "In the Closet" (touch me dub) – 7:53
5. "In the Closet" (ki's 12") – 6:55
6. "In the Closet" (the promise) – 7:18

## Hitnotering
| In the Closet in de Nederlandse Top 40 | In the Closet in de Nederlandse Top 40 | In the Closet in de Nederlandse Top 40 | In the Closet in de Nederlandse Top 40 | In the Closet in de Nederlandse Top 40 | In the Closet in de Nederlandse Top 40 | In the Closet in de Nederlandse Top 40 | In the Closet in de Nederlandse Top 40 | In the Closet in de Nederlandse Top 40 |
| Week                                   | 1                                      | 2                                      | 3                                      | 4                                      | 5                                      | 6                                      | 7                                      | 8                                      |
| -------------------------------------- | -------------------------------------- | -------------------------------------- | -------------------------------------- | -------------------------------------- | -------------------------------------- | -------------------------------------- | -------------------------------------- | -------------------------------------- |
| Nummer                                 | 28                                     | 14                                     | 10                                     | 9                                      | 11                                     | 19                                     | 37                                     | uit                                    |